# Kontraproduktivní jednání
Kontraproduktivní jednání (z angl. counterproductive, od lat. contra, proti a producere, vytvořit, představit) označuje jednání, které působí opačně než jeho původce zamýšlel. Může se týkat zejména opatření a předpisů, veřejných vystoupení a výroků politiků, kampaní a podobně.

## Příklady
Například zákaz prodeje alkoholu lze označit jako kontraproduktivní, pokud se v jeho důsledku prodej alkoholu zvýšil. Zpráva, že banka XY nemá žádné problémy, byla kontraproduktivní, pokud vyvolala paniku jejích zákazníků. Rozpočtové škrty vlád jsou podle Mezinárodní organizace práce kontraproduktivní, protože zvýší nezaměstnanost a tím prohloubí krizi. 